# ピッギーズ
「ピッギーズ」（Piggies）は、ビートルズの楽曲である。1968年に発表された9作目のイギリス盤公式オリジナル・アルバム『ザ・ビートルズ』に収録された楽曲で、作詞作曲はジョージ・ハリスン。歌詞は中産階級を揶揄したもので、オーケストラとハープシコードをフィーチャーさせたバロック・ポップ調となっている。プロデューサーとしてジョージ・マーティンの名が挙げられているが、本作は主にハープシコードの演奏も担当したクリス・トーマスがプロデュースを手がけた。
「ピッギーズ」は、同じくアルバム『ザ・ビートルズ』に収録の他の楽曲とともに、チャールズ・マンソンによって白人と黒人の人種戦争について歌われたものと解釈された。マンソンは本作の「What they need's a damn good whacking（たっぷりぶん殴ってやる必要がありそうだ）」というフレーズに触発されて、1969年にテート・ラビアンカ殺人事件を引き起こした。
音楽評論家からはさまざまな評価を得ていたが、1971年のマンソンの裁判以降はこの影響により否定的な評価が多くなった。イーシャーにある自宅でレコーディングされたデモ音源が、1996年に発売された『ザ・ビートルズ・アンソロジー3』や、2018年に発売された『ザ・ビートルズ (ホワイト・アルバム)〈スーパー・デラックス・エディション〉』に収録されたほか、レコーディング時に差し替えられた歌詞を含めたライブ音源が、1992年に発売された『ライヴ・イン・ジャパン』に収録された。楽曲発表後に多数のアーティストによってカバーされた。

## 背景・曲の構成
ハリスンは、アルバム『リボルバー』のレコーディング・セッションを行っていた1966年初頭に「ピッギーズ」を書き始めた。その後2年後にリバプールの実家の屋根裏部屋で原稿を発見し、本作を仕上げた。本作についてハリスンは「『ピッギーズ』を書いたのは2年半か3年前のことだけど、仕上げずに放っておいた。家にあった本に歌詞を挟んだまま、去年の夏に発掘するまで、完全に存在を忘れてた」と語っている。

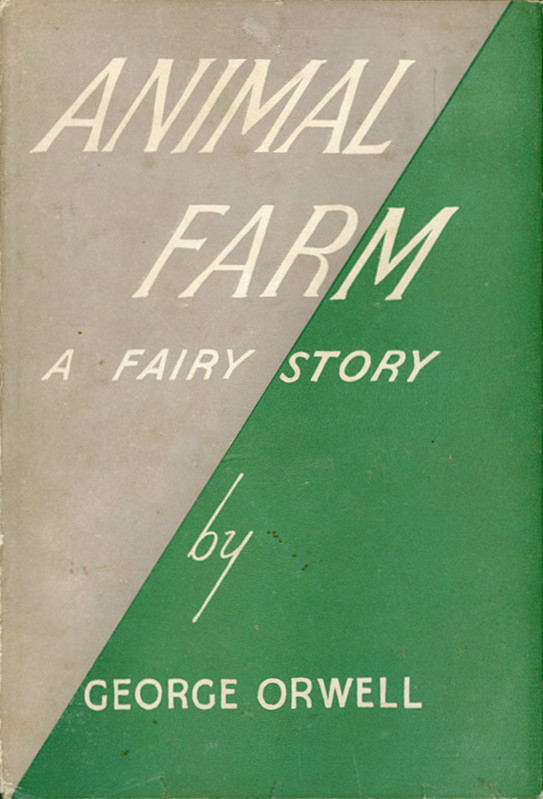
「ピッギーズ」の歌詞のインスピレーションの源となったジョージ・オーウェルの小説『動物農場』

歌詞の内容について、ハリスンは「社会的なコメント」と評している。歌詞は、ジョージ・オーウェルの小説『動物農場』に触発されたもので、ハリスンが感じていた階級システムの不公平さに喚起され、大きなブタと小さなブタの暮らしぶりを描いたものとなっている。ハリスンが書いた初期の草稿では、ビッグ・ブラザーとの語呂合わせを含んだ「Down at the piggy banks / Paying piggy thanks / To the pig brother（ブタさんの銀行に行けば、おたくにブタっぽい感謝をしながら、駆け足をしている連中に会えるだろう、ピッグ・ブラザー）」という未使用のヴァースが含まれており、これはオーウェルの小説『1984年』にも登場していた。なお、ブタの意を持つ英単語「Pig」は、1966年にアメリカで警察官の蔑称としても使用されていた。
1968年初頭にリヴァプールに帰郷した際、ハリスンの母であるルイーズが「What they need's a damn good whacking（たっぷりぶん殴ってやる必要がありそうだ）」というフレーズを加えた。同年5月下旬にイーシャーにある自宅で本作のデモ音源をレコーディングした。その後、ジョン・レノンはハリスンがデモ音源で歌った「to cut their pork chops（自分たちのポークチョップを切るんだ）」というフレーズを、「Clutching forks and knives to eat their bacon（フォークとナイフを掴んで自分たちのベーコンを食べるのさ）」というフレーズに差し替えた。1990年に行われたライブでは、差し替えられたフレーズを含めて演奏された。
本作はA♭のキーで書かれた楽曲で、2つのヴァースとミドルエイト、インストゥルメンタルのパッセージ、オーケストラのエンディングに繋がるコーダで構成されていて、メロディとテクスチュアにバロック音楽の要素が取り入れられている。

## レコーディング
「ピッギーズ」のレコーディングは、1968年9月19日にEMIレコーディング・スタジオのスタジオ2で開始された。同日のセッションではベーシック・トラックのレコーディングが行われ、4トラック・レコーダーのトラック1にポール・マッカートニーのベース、トラック2にリンゴ・スターのタンバリン、トラック3にハリスンのアコースティック・ギター、トラック4にハリスンのボーカルが録音された。ボーカルはハリスン曰く「あくまでもガイド用」に歌われたもので、ハリスンはほとんどのテイクで途中までしか歌っていない。同日のセッションで録音されたテイク11と最後のテイクに含まれているハープシコードは、翌日にスタジオ1で行われるレコーディングのために用意されたもので、トーマスが「スタジオ2に運ぶわけにはいかない」と主張したことから、スタジオ1に場所を移して録音された。テイク11に続いて、メンバー全員の笑い声が4つのトラック全てに録音されたが、リリースされた音源では使用されず、2006年にシルク・ドゥ・ソレイユのショーのサウンドトラック盤として発売された『LOVE』に収録された「ビーイング・フォー・ザ・ベネフィット・オブ・ミスター・カイト」の最後のヴァースに使用された。
20日のセッションで、4トラック・レコーダーに録音されたテイク11が、8トラック・レコーダーにコピーされてテイク12が作成された。トラック6と7にハリスンのダブルトラッキングしたボーカル、トラック5に最後のヴァースで聴けるレノンとマッカートニーのボーカルが加えられ、このヴァースでハリスンとマッカートニーはハーモニー、レノンは2半音下のメロディを歌った。また、ハリスンはこの他にブタの鳴き声を出したが、こちらは完成バージョンでは使用されなかった。
休暇から戻ったマーティンが、不在中にレコーディングされた音源を聴いて、本作と「グラス・オニオン」のためにストリングスのスコアを書き、10月10日にテイク12のトラック7と8に弦楽八重奏が加えられた。また、2つ目のコーダの前にはハリスンの「One more time（もう1回）」という語りが加えられた。
10月11日にステレオ・ミックスとモノラル・ミックスが作成され、この時にEMIレコーディング・スタジオのライブラリに保管されていたSEテープ「Vol.35 : Animals and Bees」から再生された実際のブタの鳴き声が追加された。また、ステレオ・ミックスでは、豚の鳴き声が少々異なったものになっているほか、ミドル・セクションにおけるハリスンのボーカルに周波数フィルターを使用して歪みが加えられた。

## リリース・評価
「ピッギーズ」は、1968年11月22日にアップル・レコードより発売されたオリジナル・アルバム『ザ・ビートルズ』のB面4曲目に収録された。なお、前曲は「ブラックバード」、次曲は「ロッキー・ラックーン」とタイトルに動物が含まれた楽曲が並んでいるが、これはレノンとマッカートニーの意図によるもの。2006年にシルク・ドゥ・ソレイユのショーのサウンドトラック盤として発売された『LOVE』に収録の「ビーイング・フォー・ザ・ベネフィット・オブ・ミスター・カイト」のヴァースにリリース版では未使用となった笑い声、「ストロベリー・フィールズ・フォーエバー」のコーダには本作のハープシコードとチェロのパートが使用された。
ニコラス・シャフナーは、本作の歌詞について「無慈悲なステレオタイプ」とする一方で、本作を含むアルバム『ザ・ビートルズ』に収録されたハリスンの4作品について「ビートルズの主要なソングライターであるレノン＝マッカートニーと肩を並べられるまでになった」と評し、フィリップ・ノーマンは本作について「非常にユーモラス」と評している。一方で、音楽評論家のイアン・マクドナルドは、「ハリスンのディスコグラフィについた恥ずかしいシミ」と否定的な評価をしていて、2003年に発行された『モジョ』誌に掲載されたアルバムのレビューでも「チャールズ・マンソンが誤った解釈をしなかった唯一の楽曲」としている。
2018年に『インデペンデント』誌のジェイコブ・ストルワーシーは、アルバム『ザ・ビートルズ』収録曲を対象としたランキングで、「これまでにレコーディングされた中で最高のロック・ソング」として本作を14位に挙げ、「一聴すると奇妙すぎて楽しむことができないが、オーウェルの性質が受け入れられると、バロック・ポップの形式でハリスンが語る階級への対抗で楽めるだろう」と評している。

## チャールズ・マンソンへの影響
チャールズ・マンソンは、「ピッギーズ」を含むアルバム『ザ・ビートルズ』に収録の一部の楽曲の歌詞を白人と黒人の人種戦争について歌ったものであると解釈し、1969年に自身の信者に殺人を教唆し、テート・ラビアンカ殺人事件を引き起こした。マンソンは、本作の「What they need's a damn good whacking（たっぷりぶん殴ってやる必要がありそうだ）」というフレーズを、「『ブタ』とは黒人を指していて、体制に最高級のお仕置きをする」と解釈していた。マンソン・ファミリーは、本作の「Clutching forks and knives to eat their bacon（フォークとナイフを掴んで自分たちのベーコンを食べるのさ）」というフレーズに肖り、フォークとナイフで一家を殺害し、現場となった家の壁に犠牲者の血液を使用して「Political Piggy」、「Pig」、「Death to Pigs」と書いた。
本作についてハリスンは、「アメリカの警察官や、カリフォルニアにいるうす汚されたヒッピー達とは一切関係がない」「チャールズ・マンソンのようなやつと関連づけられるなんてすごく不愉快だった」と語っている。

## クレジット
ビートルズ
- ジョージ・ハリスン - リード・ボーカル、アコースティック・ギター
- ジョン・レノン - ハーモニー・ボーカル、効果音
- ポール・マッカートニー - ベース、ハーモニー・ボーカル
- リンゴ・スター - タンバリン、キック・ドラム

外部ミュージシャン
- クリス・トーマス - ハープシコード
- ヘンリー・ダティナー、エリック・ボウイ、ノーマン・レーダーマン、ロナルド・トーマス - ヴァイオリン
- ジョン・アンダーウッド、キース・カミングス - ヴィオラ
- エルドン・フォックス、レジナルド・キルベイ - チェロ
- ジョージ・マーティン - ストリングス編曲

## カバー・バージョン
- セオドア・ビケル - 1970年に発売したアルバム『A New Day』にカバー・バージョンが収録された[46]。
- シルバースプーン - 1976年に発表したカバー・バージョンが、テレビ映画『ヘルター・スケルター』のサウンドトラックとして使用された[47]。
- フィッシュ - 1994年10月31日にニューヨークで開催されたライブで、アルバム『ザ・ビートルズ』全収録曲をカバー。このライブでの演奏は、2002年に発売された4枚組ライブ・アルバム『LIVE PHISH 13　10.31.94』で音源化された[48]。